# Herwer
Herwer (auch Herur) war ein altägyptischer Ort im 16. oberägyptischen Gau (Ma-hedj). Der Ortsname ist seit dem Alten Reich bezeugt. Hier wurden Chnum und seine Gefährtin Heqet verehrt. In Texten erscheint ein Tempel des Chnum. Herwer wird vor allem in den Gräbern der Gaufürsten, die in Beni Hasan bestattet wurden, genannt, erscheint aber auch noch in Quellen des Neuen Reiches. Es ist bisher nicht mit Sicherheit möglich, die Lage des Ortes zu identifizieren.
Die in der Vergangenheit öfter vorgeschlagene Identifizierung mit Antinoë, wo sich ein ramessidischer Tempel befindet, in dem „Chnum, Herr von Herwer“ genannt wird, konnte nicht aufrechterhalten werden. Heqet, die auch als „Herrin von Herwer“ bekannt ist, wird im Tempel nicht genannt. Dagegen erscheint „Thot von Hermopolis“ viel häufiger.
Im Onomastikon von Amenemope und im Papyrus Turin 118,11 wird Herwer dagegen als nördlich von Hermopolis bezeichnet, was eine Identifizierung mit Antinoupolis ausschließt. Mit Sicherheit lag der Ort jedoch auf der Westseite des Nils im 16. oberägyptischen Gau, wie es die Inschriften in Beni Hasan andeuten.